# João Teixeira de Macedo
João Teixeira de Macedo (c. 1440- 6 de Julho de 1506) foi um Fidalgo da Casa Real, 3.º Senhor de Teixeira. Por serviços prestados a D. Afonso V no Norte de África, D. João II fá-lo Alcaide-Mor de Montalegre e de Portelo, posteriormente confirmado por D. Manuel I,  e de quem obteve o vínculo da capela com o objectivo de a converter em panteão familiar.
O seu túmulo encontra-se na Capela de São Brás, em Vila Real.

## Biografia
João Teixeira de Macedo nasceu por volta de 1440, filho primogénito de Pedro Vasques Teixeira (c.1390- c.1460), Cavaleiro e Senhor de Teixeira, e de Joana Martins de Macedo. Como qualquer fidalgo português na altura, João foi educado nas humanidades, e educado para lutar e pegar em armas.  
Durante a sua juventude, João é enviado para a corte, onde passa a ser Fidalgo da Casa Real de Afonso V. Rapidamente se faz notar na corte de Afonso V, o que lhe traz alguma consideração por parte deste. Ao longo da sua vida, João Teixeira de Macedo revelar-se-ia um fidalgo bastante leal e próximo à Coroa, desde Afonso V a D. Manuel I, prestando vários apoios e serviços, inclusive militares. 
Depois de algum tempo, passa a ser Contador da Comarca de Trás-os-Montes. A quatro de Outubro de 1461, em Braga, recebeu ordens menores.
Com a morte de seu pai, João Teixeira de Macedo herda agora o título morgado de Senhor de São Brás, em Vila Real. 
A 28 de Novembro de 1472, João foi privilegiado por Dom Afonso V com a "licença para lançar suas éguas aos asnos". 

### Carreira Militar
Visto que era membro da nobreza portuguesa, João Teixeira de Macedo era, portanto, um homem educado na arte de guerrear. Prestou, por isso, o seu serviço ao lado de D. Afonso V nas campanhas do Norte de África, e destacou-se neste, o que lhe valeu títulos e honrarias. É provável que um jovem João Teixeira de Macedo tenha participado na Conquista de Alcácer-Ceguer e posteriormente na Conquista de Arzila
No contexto da Guerra de Sucessão de Castela, João Teixeira de Macedo apoiou a incursão do exército português de D. Afonso V em Castela, tomou Vilvestre por combate, e susteve-a por três anos. 
A 10 de Julho de 1476, foi nomeado Fidalgo do Conselho Real, "com todas as suas honras, liberdades e privilégios".  Sendo João parte da corte e fidalgo da Casa Real, foi por esta altura que conheceu e casou-se com Violante de Barros, dama da Rainha D. Joana de Castela. Fruto deste casamento terá o seu primeiro filho Martim Teixeira de Macedo, 4.º Senhor de Teixeira, Jerónimo Teixeira, capitão da Índia, Pedro Macedo, Joana Teixeira e Alda Macedo. Fora deste casamento, teve ainda Branca Teixeira. 
Depois da morte de D. Afonso V, e da subida ao trono de D. João II, João Teixeira de Macedo manteve a boa reputação e consideração que tinha perante o Rei.
Tal como seu pai o tivera feito, D. João II vê neste um magistrado e administrador capaz, grato a este pelo seu serviço militar junto de seu pai. Foi, por isso,  nomeado Alcaide-mor de Montalegre e de Portelo a 6 de fevereiro de 1484. Demonstrando capacidade no exercício de suas funções, a sua boa reputação é aumentada.
Em 30 de Maio de 1484, recebeu de Dom João II, as terras de Nuzelos, e a quintã e direitos reais de Macedo. Também neste ano, a quatro de Junho foi perdoado da acusação de ter preso por dias e noites um frade que tentava seduzir uma moça de sua casa.

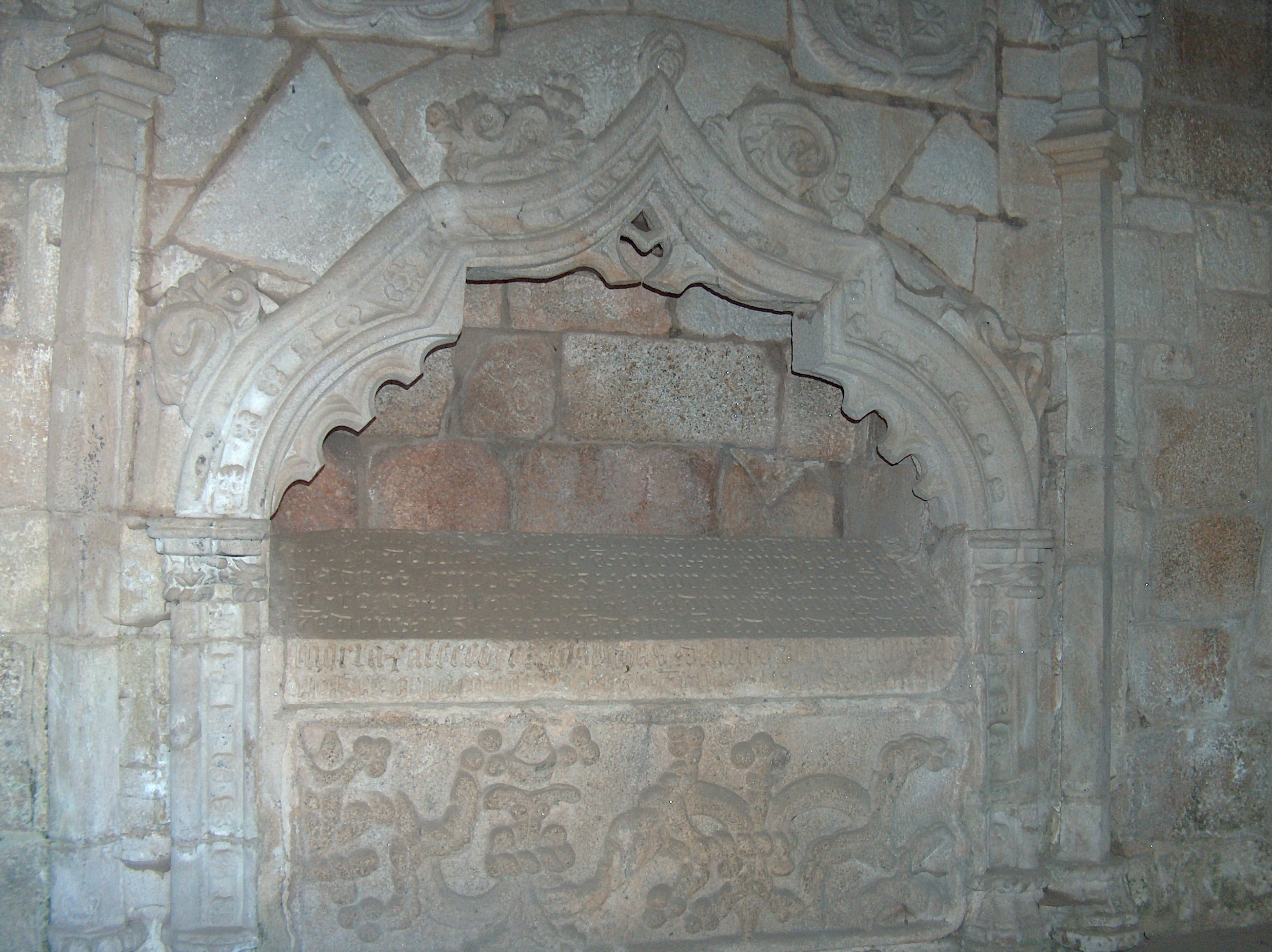
Túmulo de João Teixeira de Macedo, Capela de São Brás

Pelos muitos serviços que prestou ao D. Afonso V, e sendo contador da comarca de Trás-os-Montes, foi lhe dado o julgado de Monforte do Rio Livre, confirmado pelo rei D. Manuel I em 10 de Maio de 1496.  A 10 de Novembro de 1497 obteve mercê de que, por sua morte, fosse paga uma tença de 20 mil reais a Martim Teixeira e outra igual a Jerónimo Teixeira, seus filhos.

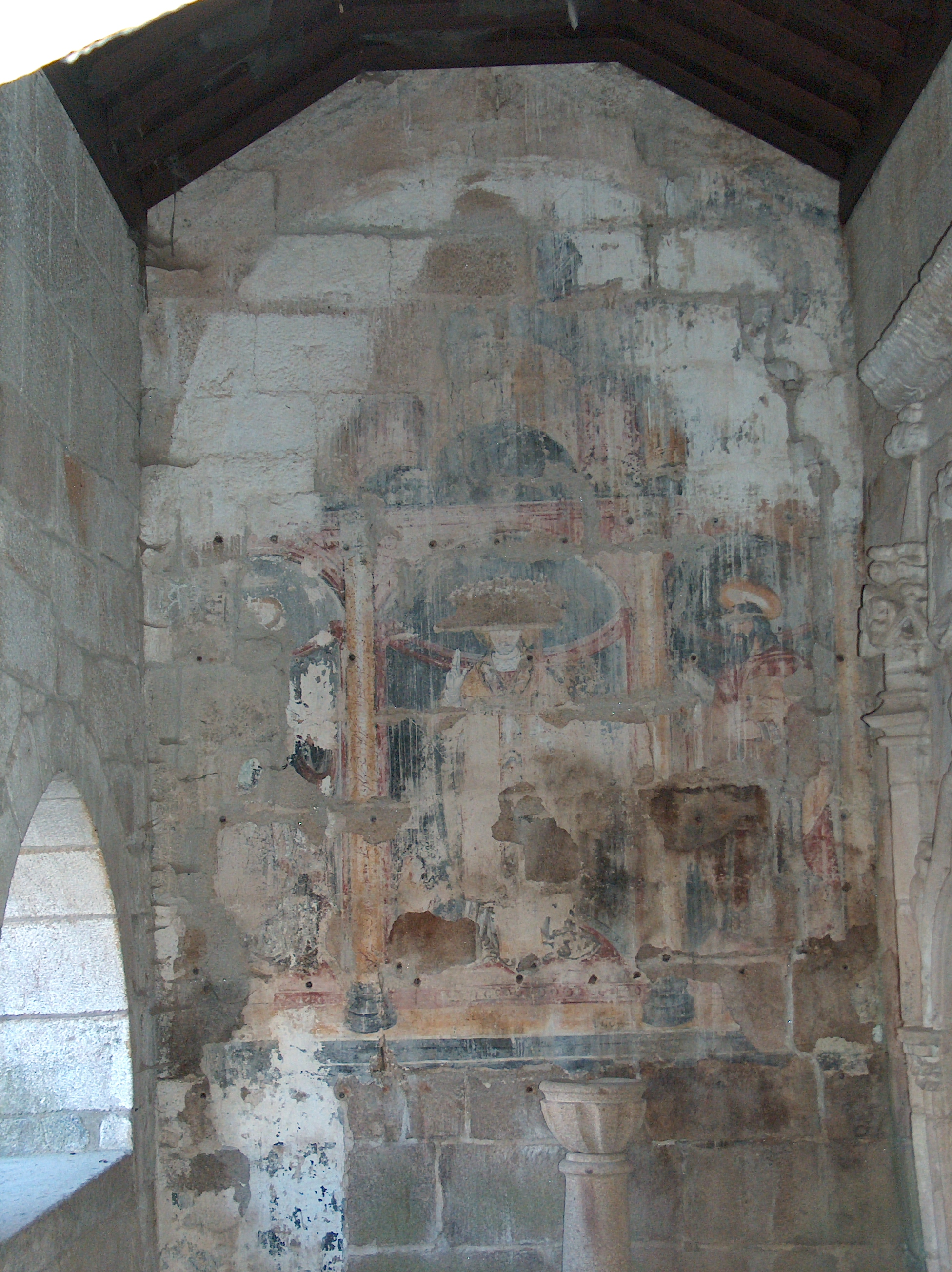
Capela de São Brás, na Igreja de São Dinis, Vila Real

No fim da sua vida, preocupou-se com a construção de uma jazigo de família na Capela de São Brás, capela esta que já há muito tinha obtido o vínculo de D. Afonso V para a converter em panteão familiar.
João Teixeira de Macedo acabou por morrer no dia 06 de Julho de 1506, e foi sepultado na Capela de São Brás em Vila Real.
No pavimento, numerosas lápides atestam a vontade de João Teixeira de Macedo em fazer da capela o seu panteão, uma vez que algumas são de seus descendentes, caso de Ascânio Teixeira de Azevedo. No interior, há ainda a registar a presença de algumas pinturas e murais quinhentistas.